# Movistar Team/Saison 2014
Dieser Artikel listet Erfolge und Fahrer des Radsportteams Movistar Team in der Saison 2014 auf.

## Erfolge in der UCI WorldTour
In den Rennen der Saison 2014 der UCI WorldTour gelangen die nachstehenden Erfolge.
| Datum          | Rennen                            | Sieger             |
| -------------- | --------------------------------- | ------------------ |
| 18. März       | 7. Etappe Tirreno–Adriatico (EZF) | Adriano Malori     |
| 23. April      | Flèche Wallonne                   | Alejandro Valverde |
| 27. Mai        | 16. Etappe Giro d’Italia          | Nairo Quintana     |
| 30. Mai        | 19. Etappe Giro d’Italia (EZF)    | Nairo Quintana     |
| 9. Mai–1. Juni | Gesamtwertung Giro d’Italia       | Nairo Quintana     |
| 2. August      | Clásica San Sebastián             | Alejandro Valverde |
| 23. August     | 1. Etappe Vuelta a España (MZF)   | Movistar Team      |
| 28. August     | 6. Etappe Vuelta a España         | Alejandro Valverde |
| 14. September  | 21. Etappe Vuelta a España (EZF)  | Adriano Malori     |

## Erfolge in der UCI America Tour
In den Rennen der Saison 2014 der UCI America Tour gelangen die nachstehenden Erfolge.
| Datum          | Rennen                           | Kat. | Fahrer         |
| -------------- | -------------------------------- | ---- | -------------- |
| 23. Januar     | 4. Etappe Tour de San Luis       | 2.1  | Nairo Quintana |
| 24. Januar     | 5. Etappe Tour de San Luis (EZF) | 2.1  | Adriano Malori |
| 20.–27. Januar | Gesamtwertung Tour de San Luis   | 2.1  | Nairo Quintana |

## Erfolge in der UCI Europe Tour
In den Rennen der Saison 2014 der UCI Europe Tour gelangen die nachstehenden Erfolge.
| Datum           | Rennen                                        | Kat. | Fahrer                 |
| --------------- | --------------------------------------------- | ---- | ---------------------- |
| 19. Februar     | Prolog Vuelta a Andalucía                     | 2.1  | Alejandro Valverde     |
| 20. Februar     | 1. Etappe Vuelta a Andalucía                  | 2.1  | Alejandro Valverde     |
| 21. Februar     | 2. Etappe Vuelta a Andalucía                  | 2.1  | Alejandro Valverde     |
| 19.–23. Februar | Gesamtwertung Vuelta a Andalucía              | 2.1  | Alejandro Valverde     |
| 1. März         | Vuelta a Murcia                               | 1.1  | Alejandro Valverde     |
| 9. März         | Roma Maxima                                   | 1.1  | Alejandro Valverde     |
| 5. April        | Gran Premio Miguel Induráin                   | 1.1  | Alejandro Valverde     |
| 9. April        | 3. Etappe Circuit Cycliste Sarthe (EZF)       | 2.1  | Alex Dowsett           |
| 16. Mai         | 1. Etappe Vuelta a Castilla y León            | 2.1  | José Joaquín Rojas Gil |
| 20. Juni        | 1. Etappe Route du Sud                        | 2.1  | Jesús Herrada          |
| 22. Juni        | 3. Etappe Route du Sud                        | 2.1  | Adriano Malori         |
| 27. Juni        | Spanische Meisterschaft – Einzelzeitfahren    | CN   | Alejandro Valverde     |
| 29. Juni        | Italienische Meisterschaft – Einzelzeitfahren | CN   | Adriano Malori         |
| 29. Juni        | Spanische Meisterschaft – Straßenrennen       | CN   | Jon Izaguirre          |
| 8. Juli         | 3. Etappe Österreich-Rundfahrt                | 2.HC | Dayer Quintana         |
| 25. Juli        | Prueba Villafranca de Ordizia                 | 1.1  | Gorka Izagirre         |
| 28. Juli        | 3. Etappe Tour de Wallonie                    | 2.HC | Juan José Lobato       |
| 13. August      | 1. Etappe Burgos-Rundfahrt                    | 2.HC | Juan José Lobato       |
| 15. August      | 3. Etappe Burgos-Rundfahrt                    | 2.HC | Nairo Quintana         |
| 13.–17. August  | Gesamtwertung Burgos-Rundfahrt                | 2.HC | Nairo Quintana         |
| 29. August      | 5. Etappe Tour du Poitou-Charentes            | 2.1  | Jesús Herrada          |

## Abgänge – Zugänge
| Zugänge          | Team 2013              | Abgänge         | Team 2014              |
| ---------------- | ---------------------- | --------------- | ---------------------- |
| John Gadret      | AG2R La Mondiale       | Rui Costa       | Lampre-Merida          |
| Igor Antón       | Euskaltel Euskadi      | Ángel Madrazo   | Caja Rural-Seguros RGA |
| Gorka Izagirre   | Euskaltel Euskadi      | Eloy Teruel     | Jamis-Hagens Berman    |
| Jon Izaguirre    | Euskaltel Euskadi      | Juan José Cobo  | Torku Şekerspor        |
| Juan José Lobato | Euskaltel Euskadi      | Argiro Ospina   | Colombia-Claro         |
| Adriano Malori   | Lampre-Merida          | Wladimir Karpez | Unbekannt              |
| Jasha Sütterlin  | Thüringer Energie Team |                 |                        |
| Dayer Quintana   | Neoprofi               |                 |                        |

## Mannschaft
| Name                   | Geburtstag         | Nationalität           |
| ---------------------- | ------------------ | ---------------------- |
| Andrey Amador          | 29. August 1986    | Costa Rica             |
| Igor Antón             | 2. März 1983       | Spanien                |
| Eros Capecchi          | 13. Juni 1986      | Italien                |
| Jónathan Castroviejo   | 27. April 1987     | Spanien                |
| Alex Dowsett           | 3. Oktober 1988    | Vereinigtes Königreich |
| Imanol Erviti          | 15. November 1983  | Spanien                |
| John Gadret            | 22. April 1979     | Frankreich             |
| José Iván Gutiérrez    | 27. November 1978  | Spanien                |
| Jesús Herrada          | 26. Juli 1990      | Spanien                |
| José Herrada           | 1. Oktober 1985    | Spanien                |
| Beñat Intxausti        | 20. März 1986      | Spanien                |
| Gorka Izagirre         | 7. Oktober 1987    | Spanien                |
| Jon Izaguirre          | 4. Februar 1989    | Spanien                |
| Pablo Lastras          | 20. Januar 1976    | Spanien                |
| Juan José Lobato       | 29. Dezember 1988  | Spanien                |
| Adriano Malori         | 28. Januar 1988    | Italien                |
| Javier Moreno          | 18. Juli 1984      | Spanien                |
| Rubén Plaza            | 29. Februar 1980   | Spanien                |
| Dayer Quintana         | 10. August 1992    | Kolumbien              |
| Nairo Quintana         | 4. Februar 1990    | Kolumbien              |
| José Joaquín Rojas     | 2. Juni 1985       | Spanien                |
| Enrique Sanz           | 11. September 1989 | Spanien                |
| Jasha Sütterlin        | 4. November 1992   | Deutschland            |
| Sylwester Szmyd        | 2. März 1978       | Polen                  |
| Alejandro Valverde     | 25. April 1980     | Spanien                |
| Francisco José Ventoso | 6. Mai 1982        | Spanien                |
| Giovanni Visconti      | 13. Januar 1983    | Italien                |